# 16745 Zappa
16745 Zappa è un asteroide della fascia principale. Scoperto nel 1996, presenta un'orbita caratterizzata da un semiasse maggiore pari a 2,6263863 UA e da un'eccentricità di 0,1395636, inclinata di 10,57592° rispetto all'eclittica. Deve il suo nome all'astronomo italiano Giovanni Zappa.